# 151° westerlengte
151° westerlengte is een lengtegraad, onderdeel van geografische positieaanduiding in bolcoördinaten. De lijn loopt vanaf de Noordpool naar de Noordelijke IJszee, Noord-Amerika, de Grote Oceaan, de Zuidelijke Oceaan en Antarctica naar de Zuidpool.
De meridiaan 151° westerlengte vormt een grootcirkel met de meridiaan 29° oosterlengte. De meridiaanlijn begint bij de Noordpool en eindigt bij de Zuidpool. De meridiaan 151° westerlengte gaat door de volgende landen, gebieden of zeeën. 
| Land, gebied of zee | Nauwkeurigere gegevens          |
| ------------------- | ------------------------------- |
| Noordelijke IJszee  |                                 |
| Beaufortzee         |                                 |
| Verenigde Staten    | Alaska                          |
| Cook Inlet          |                                 |
| Verenigde Staten    | Alaska – schiereiland Kenai     |
| Grote Oceaan        |                                 |
| Frans-Polynesië     | Huahine                         |
| Grote Oceaan        |                                 |
| Zuidelijke Oceaan   |                                 |
| Antarctica          | Ross Dependency (Nieuw-Zeeland) |